# Phaonia taigensis
Phaonia taigensis är en tvåvingeart som beskrevs av Zinovjev 1987. Phaonia taigensis ingår i släktet Phaonia och familjen husflugor. Arten har ej påträffats i Sverige. Inga underarter finns listade i Catalogue of Life.